# Nova Television
NOVA es un canal de televisión privado de Bulgaria, perteneciente a Nova Broadcasting Group. Se trata de un canal generalista con informativos, series, películas y telerrealidad.

## Historia
El canal inició emisiones como un canal de televisión regional para Sofía el 16 de julio de 1994 con la emisión del programa Всичко е любов. El 7 de septiembre de 1995 empezó a emitir sus informativos Календар. En el año 2000 la empresa griega Antenna Group pasó a ser el propietario del canal.
El 18 de julio de 2003, Nova obtuvo la licencia para emitir a nivel nacional, convirtiéndose en el tercer canal de televisión nacional, tras BNT 1 y bTV. 
El 19 de septiembre de 2005, Nova modificó su imagen corporativa.
El 31 de julio de 2008, Modern Times Group firmó un contrato para adquirir Nova, que hasta entonces pertenecía a Antenna Group, por 620 millones de euros. La operación se cerró el 16 de octubre de 2008 y, desde entonces, Nova, junto con sus canales temáticos, además de los canales de pago Viasat History, Viasat Explorer y Viasat Nature, pasaron a formar parte de Modern Times Group.
El 12 de septiembre de 2011, el canal cambió su imagen corporativa y presentó su nueva programación. Además, los informativos Календар pasaron a llamarse Новините на Нова.
El 19 de febrero de 2018, Modern Times Group anunció la firma de un acuerdo con PPF Group para la venta de su participación del 95 % en Nova Broadcasting Group en Bulgaria. Sin embargo, en julio de 2018, se anunció la suspensión del acuerdo de venta de la empresa.
Unos meses después, en marzo de 2019, los hermanos Kiril y Georgi Domuschievi adquirieron el 100% de las acciones de Nova Broadcasting Group a través de su empresa Advance Media Group. Según informes de prensa, la operación ascendió a 185 millones de euros.
El 19 de enero de 2021, se aprobó el acuerdo de venta de Nova Broadcasting Group al propietario del operador de telecomunicaciones Vivacom – United Group, que se firmó el 24 de diciembre de 2020. El 22 de enero de 2021, se finalizó el acuerdo de adquisición.

## Programación
- Новините на Нова
- Star Academy
- Пей с мен
- X Factor
- Като две капки вода
- Големите надежди
- Пееш или лъжеш
- Маскираният певец
- Звездите в нас
- Островът на изкушението
- Фермер търси жена
- Женени от пръв поглед
- Един за друг
- VIP Dance
- Dancing Stars
- На кафе
- Семейни войни
- Сделка или не
- Съдебен спор
- Иконостас

## Canales hermanos
Nova pertenece a Nova Broadcasting Group, quien también posee los siguientes canales:
- Nova News: canal de noticias. Emite desde el 4 de enero de 2021.
- Kino Nova: canal que emite cine. Emite desde el 11 de agosto de 2003.
- Nova Sport: canal deportivo. Emite desde el 30 de abril de 2010.
- Diema: canal que emite películas de acción, series, documentales y telenovelas. Emite desde el 15 de mayo de 1999.
- Diema Family: canal dirigido al público femenino. Emite desde el 1 de agosto de 1999.
- Diema Sport: canal deportivo de pago. Emite desde el 21 de febrero de 2015.
- Diema Sport 2: canal deportivo de pago. Emite desde el 8 de agosto de 2015.
- Diema Sport 3: canal deportivo de pago. Emite desde el 1 de julio de 2021.
- The Voice: canal musical. Emite desde el 10 de noviembre de 2006.
- Magic TV: canal musical. Emite desde el 5 de diciembre de 2013.

## Imagen corporativa

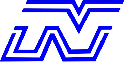
1994 - 2005
2005 - 2011
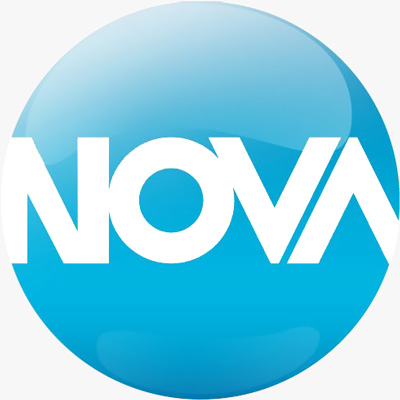
2011 - 2021
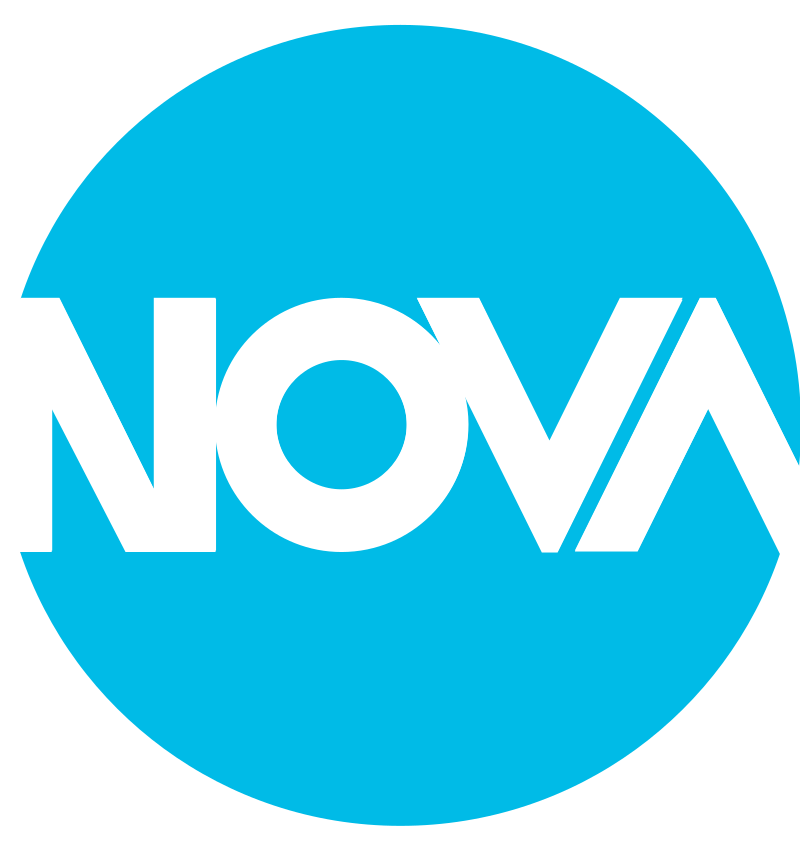
Desde 2021